# 真木不二夫

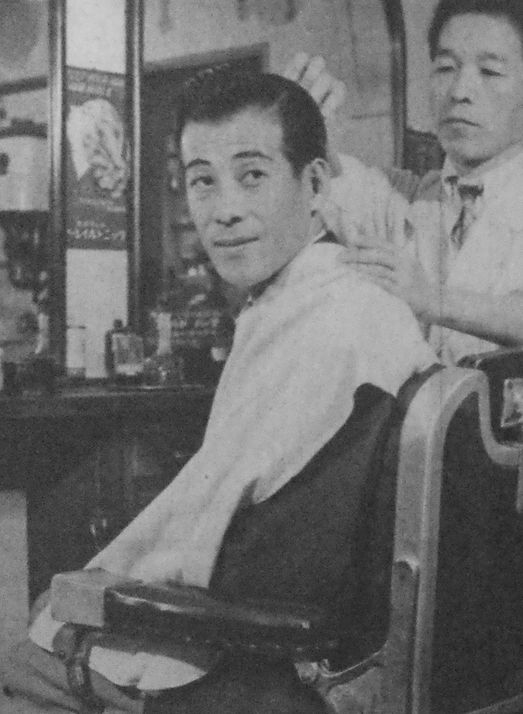
1950年

真木 不二夫（まき ふじお、1919年2月1日 - 1968年12月5日）は、日本の歌手。本名：小谷野章。眞木不二夫、真木富二夫、眞木富二夫の表記もある。

## 経歴
東京出身。岩手県立釜石商業高等学校（現・岩手県立釜石商工高等学校）卒業後に江口夜詩の門下に入り、1942年（昭和17年）、ポリドールレコードから小谷潔の名でデビュー。1943年（昭和18年）、大東亜レコード（ポリドールレコード）末期に「港離れて」などを吹き込んでおり、中でも「南海の首途」がヒットしていた。
戦後、真木不二夫と改名して、1949年（昭和24年）11月、テイチクレコードから再デビュー。1952年（昭和27年）、「泪の夜汽車」がヒット。
1955年（昭和30年）に出した「東京へ行こうよ」は3万枚を売り上げたが、その後放送禁止、発売禁止になる《（1955年（昭和30年）から1956年（昭和31年）にかけての神武景気で、電化製品の普及に伴い漫然と都会に憧れ家出をする少年少女が現れ出し、こうした家出奨励のような歌は好ましくないという理由だった》。他のヒット曲に「パラダイス東京」、「泣くな片妻」、「霧の港」、「泪の連絡船」、「丘の上の白い校舎」、「空が晴れたら」などがある。
1954年（昭和29年）、美ち奴との同棲が発覚し、妻子ある真木は周囲の顰蹙を買い、6年の交際の上、1957年（昭和32年）に別れる（美ち奴はそのストレスから、自律神経失調症を患ってしまう）。
NHK紅白歌合戦に4回連続出場という実績がある（詳細は下記参照）。
1968年（昭和43年）12月5日に肝硬変のため49歳で死去。

## 主な曲
- パラダイス東京（1950年2月）
- あつい涙（1950年2月）
- 愛の舗道（1950年3月）　with 三原純子
- 泣くな片妻（1950年4月）
- 男の十字路（1950年9月）
- 霧の港（1950年12月）
- 東京八景（1951年3月）
- 明石哀歌（1951年8月）
- 涙の夜船（1952年2月）
- 憧れのパラダイス（1952年4月）
- 泪の夜汽車（1952年6月）
- アカシヤの並木路（1952年7月）
- 浅草スーベニア（1952年8月）
- 面影いづこ（1953年1月）
- 男三度笠（1953年3月）
- 泪の連絡船（1953年5月）
- おもいで岬（1953年11月）
- 明月槍おどり（1954年3月）
- 山の呼ぶ声母の声（1954年3月）
- 芦ノ湖哀歌（1954年6月）
- あさ風の母（1954年7月）
- 丘の上の白い校舎（1954年12月）
- 東京へ行こうよ（1955年1月）
- 空が晴れたら（1955年3月）
- 男の道（1955年5月）
- 丘は楽しや（1955年8月）
- 旅路の雨（1956年1月）
- 東京の裏窓（1956年6月）

## NHK紅白歌合戦出場歴
| 1953年（昭和28年）/第4回 | 知らない町に雨がふる | 服部富子 |
| 1954年（昭和29年）/第5回 | 山の呼ぶ声母の声     | 奈良光枝 |
| 1955年（昭和30年）/第6回 | 空が晴れたら         | 池真理子 |
| 1956年（昭和31年）/第7回 | 旅路の雨             | 吉岡妙子 |
| - このうち、第6回と第7回はラジオ中継による音声が現存する。 - 第5回は冒頭から約1時間ほどのラジオ中継の音声が現存し、真木の前に歌った岡本敦郎・宮城まり子と真木の後に歌った江利チエミの音声が数年前にもNHKのラジオ番組で紹介されていることから、真木の歌の音声も（紹介はされていないが）現存するものと思われる。 |                      |          |